# Венсерські (герб)
Венсерські (Венсерські I, Весерські, Беліна відмінний, пол. Węsierski, Węsierski I, Wensierski, Wesierski, Belina odmienny) - кашубський шляхетський герб, яким користувались в Польщі та Україні часів Речі Посполитої. Історик Пшемислав Праґерт стверджував, що це відміна (різновид) герба Беліна.

## Опис

Герб Венсерські Графи

Опис, відповідно до правил блазонування, запропонований Альфредом Знамеровським:
В блакитному (лазуровому) полі три срібні підкови, звернені одна до одної плечима, посередині срібний меч, між двома підковами з обох боків і спирається на нижню підкову. 
Нашоломник: над увінчаним золотою короною шоломом розташований чорний ворон (крук) із розпростертими крилами та золотим перстнем у дзьобі. 
Намет: ймовірно, блакитний, підкладений сріблом.
На гербі графів Венсерських зображення ідентичне, тільки сам геральдичний щит увінчаний графською короною.

## Роди
Гербом користується одна родина — Венсерські (Весерські, пол. Węsierski, Wensierski, Wesierski) з придомком Беліна (пол. Belina, Bilina).
Прізвище Венсерський (Весерський) похідне від назви поморського села Венсьори, звідки походить декілька знатних шляхетських родів, серед яких: Беліна (Билина), Бронк, Цешиця, Дулак, Груба та Грухала. Серед них Беліни не були найстаршою родиною, проте найзначнішою. Мали б походити від польських Белінів, гілка яких перенеслась на Помор'я в XVI ст. З цієї гілки найдавніші згадки є про Анджея та Мацея Беліна Венсерських під 1648 роком. Вони були нащадками Яна Казимира Беліни, який першим взяв прізвище Венсерський. Значнішу позицію для роду здобув Казимир Беліна Венсерський (1693-1771), тухольський земський писар (1746-71), дідич сіл Пширово, Велпін, Вещице та інших сіл в Бидгощському повіті. Його два сини заснували дві гілки роду: старшу та молодшу. Старша походила від Миколая (1743-1823), стольника гнєзненського в 1792 році, молодша — від Теодора. Зі старшої лінії походив Альбін Беліна Венсерський (1812-1875), який отримав титул графа Королівства Пруссії 30 жовтня 1854 року. Його сина, Збіґнєва Антонія Юзефа Беліну Венсерського всиновив власний дід (мамин батько), дідичний пруський граф Юзеф Ігнацій Валенти Квілецький, завдяки чому Збіґнєв отримав у 1853 році право вживати прізвище Квілецький та графський герб родини Квілецьких з титулом та право власності ординації Врублево. Ця лінія Венсерських-Квілецьких вигасла на його синові, Юзефу Адольфу Станіславу Марії Венсерському-Квілецькому (1897-1928).  
Беліни Венсерські (нетитулована лінія роду) осіли також в Королівстві Польському (конгресовому) (було в складі Російської імперії), де вілегітимувались (отримали підтвердження свого шляхетства) в 1838 і 1839 роках як з гербом Беліна, так і з його відміною. 
Деякі Венсерські з іншими придомками використовували ряд інших гербів, серед яких: Бронк, Цешица, Дулак, Дулак II, Дулак III, Дулак IV, Венсерський IV, Венсерський V, Венсерський VI, Венсерський VII, Нечула та Тессен.